# Editorial Caminho
Editorial Caminho ist ein portugiesischer Buchverlag aus Alfragide bei Lissabon.

## Geschichte
Der Verlag gründete sich 1975 in Portugal, nach der Nelkenrevolution. Er wurde vor allem bekannt durch die Veröffentlichungen von Autorinnen wie Sophia de Mello Breyner Andresen oder Maria Isabel Barreno, und Autoren wie Gonçalo M. Tavares oder Manuel da Fonseca. Von besonderer Bedeutung für den Verlag war die Vergabe des Nobelpreises für Literatur 1998 an den bei Caminho verlegten Autor José Saramago.
Caminho ist Gründungsmitglied der 2008 gegründeten Verlags-Holding LeYa (lautmalerisch für: „Lesen Sie!“).

## Programm
Der Verlag ist vor allem für seine Belletristik bekannt, jedoch erstreckt sich sein Programm auch auf andere Bereiche. So werden auch Lehrbücher der portugiesischen Sprache, Kinder- und Jugendbücher, thematische Nachschlagewerke und andere Sachbücher, vor allem aus den Bereichen Kunst, Pädagogik, und Geschichte verlegt.
Ein Augenmerk liegt bei Caminho auch auf der afrikanischen Literatur. So werden hier auch Autoren wie Mia Couto, Ondjaki oder Germano Almeida veröffentlicht. Darüber hinaus hat Caminho eigene Verlage in Mosambik (Editorial Ndjira) und Angola (Editorial Ndzila) gegründet.